# 不來梅鎮區 (愛荷華州特拉華縣)
不來梅鎮區（英語：Bremen Township）是位於美國愛荷華州特拉華縣的一個行政鎮區。

## 地方資料
根據2010年美國人口普查的數據，不來梅鎮區的面積為95.02平方千米，當中陸地面積為94.98平方千米，而水域面積為0.04平方千米。當地共有人口849人，而人口密度為每平方千米8.93人。

### 城镇
- 戴尔斯维尔（西区）

### 非法人城镇
- 圣彼得堡

（此列表基于美国地质勘探局的数据，可能包括以前的定居点。）

### 主要高速公路
美国 20 号公路